# Rêu học

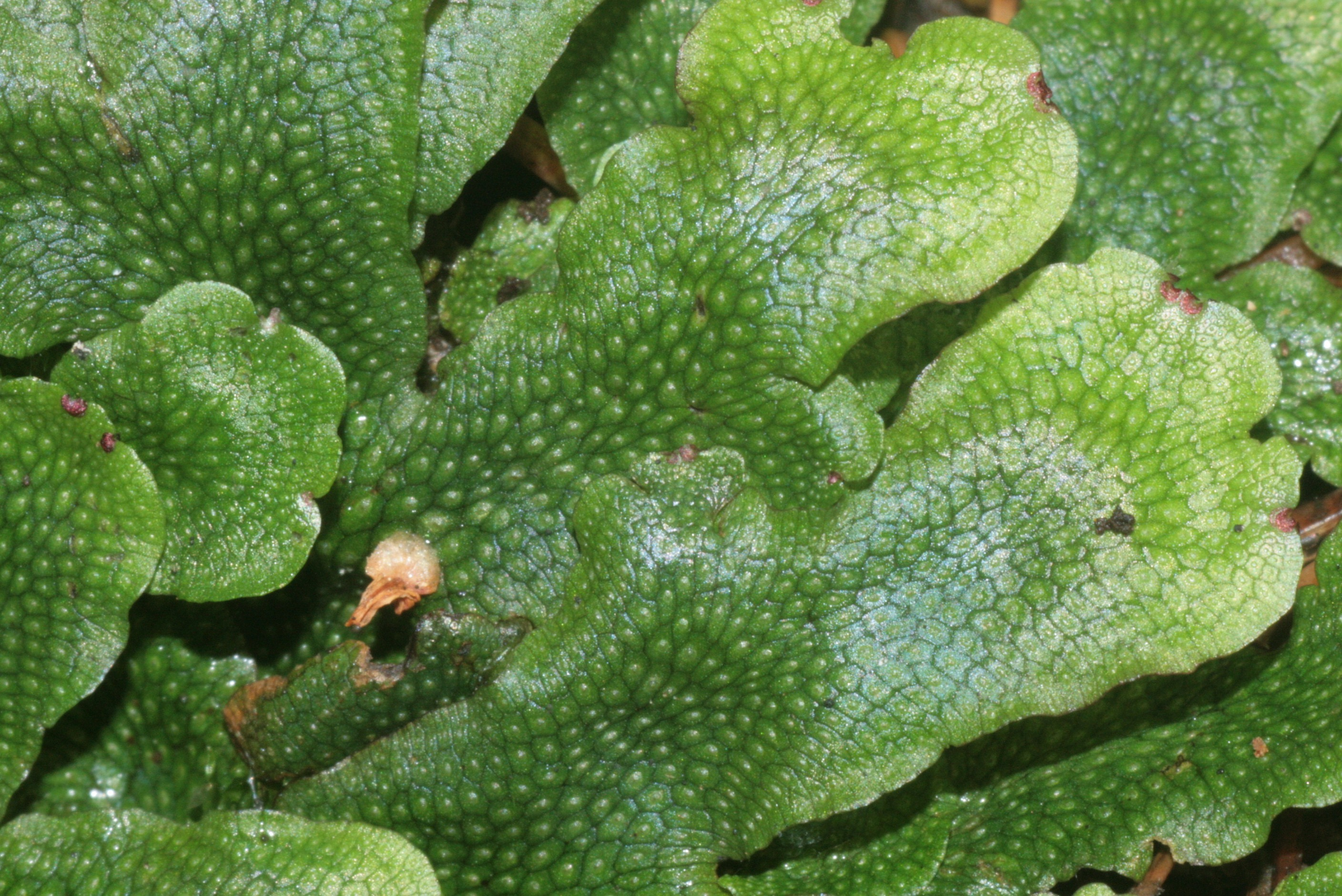
Tản của rêu Conocephalum conicum

Rêu học (tiếng Anhː bryology, từ tiếng Hy Lạp bryon nghĩa là rêu) là một nhánh của thực vật học chuyên nghiên cứu khoa học về rêu (rêu, rêu tản và rêu sừng). Các nhà rêu học (bryologist) là những nhà thực vật học có hứng thú, quan tâm đến việc quan sát, ghi chép, phân loại hoặc nghiên cứu khác về rêu. Lĩnh vực này thường được nghiên cứu cùng với địa y học do hình thái và sinh thái tương tự của hai nhóm sinh vật, mặc dù rêu và địa y không được phân loại trong cùng một giới.

## Lịch sử
Rêu học lần đầu tiên được nghiên cứu chi tiết vào thế kỷ 18. Cụ thể vào năm 1741, nhà thực vật học người Đức Johann Jacob Dillenius (1687–1747), sau này là Giáo sư Thực vật học Sherardian đầu tiên tại Đại học Oxford từ năm 1734 - 1747, đã viết Historia muscorum, một cuốn sách về lịch sử tự nhiên của thực vật bậc thấp bao gồm rêu, địa tiền, rêu sừng, thạch tùng, tảo, địa y và nấm. Tuy nhiên, khởi đầu thật sự của ngành rêu học thuộc về công trình của Johann Hedwig (1730–1799) sinh ra ở Transylvania, ông còn được gọi là "cha đẻ của ngành Rêu học". Nhờ sự phát triển của kính hiển vi quang học, Hedwig đã làm rõ hệ thống sinh sản của rêu trong tác phẩm Fundamentum historiae naturalis muscorum frondosorum (1782) và sắp xếp rêu vào một hệ thống phân loại.
Năm 1789, Antoine Laurent de Jussieu đề xuất một bậc phân loại tự nhiên cho rêu trong tác phẩm Genera plantarum của mình và là người đầu tiên sử dụng thuật ngữ "mousse" (rêu) để biểu thị nhóm phân loại này. Ông phân loại rêu vào nhóm "thực vật không có hoa" với nấm, tảo và dương xỉ. Thuật ngữ "Bryophyte" được đề xuất vào năm 1864 bởi nhà thực vật học người Đức Alexander Braun, người đã kết hợp hai từ tiếng Hy Lạp, bryo nghĩa là rêu và phytos nghĩa là thực vật. Đồng nghiệp của Braun, Georg Wilhelm Schimper (tác giả chính của Bryologia europaea (1836–55), một tác phẩm đồ sộ về danh pháp loài) đã phân loại rêu thành một ngành cụ thể trong giới Thực vật vào năm 1879 (ngành Rêu Bryophyte). Năm 1883, August W. Eichler tách ngành Bryophyte thành 2 lớp là Hepaticae và Musci. Adolf Engler đã tiếp tục phân mỗi lớp này thành 3 họ nhỏ hơn.

## Hướng nghiên cứu
Các lĩnh vực nghiên cứu của Rêu học bao gồm phân loại rêu, chỉ thị sinh học bằng rêu, giải trình tự DNA và mối quan hệ sinh thái giữa rêu với các loài thực vật, nấm và động vật khác. Trong số những lĩnh vực khác, các nhà khoa học đã phát hiện ra rêu ký sinh nấm (một dạng thực vật dị dưỡng) như Aneura mirabilis và rêu tản có dấu hiệu ăn thịt như Colura zoophaga và Pleurozia.
Các trung tâm nghiên cứu về rêu nổi tiếng có thể kể đến là Đại học Bonn ở Đức, Đại học Helsinki ở Phần Lan và Vườn bách thảo New York.

## Tạp chí khoa học chuyên ngành
Tại Pháp, nhà thực vật học Pierre Tranquille Husnot đã thành lập Revue Bryologique vào năm 1874, là tạp chí khoa học đầu tiên dành riêng cho ngành Rêu. 
Tạp chí khoa học The Bryologist bắt đầu xuất bản vào năm 1898, bao gồm các bài viết về mọi khía cạnh sinh học của rêu, rêu sừng, rêu tản và địa y, cũng như các bài đánh giá sách. Tạp chí này do Hiệp hội Rêu học và Địa y Hoa Kỳ (The American Bryological and Lichenological Society) xuất bản.
Một tạp chí khoa học khác, Journal of Bryology, được đổi tên vào năm 1972 từ tên ban đầu là Transactions of the British Bryological Society thành lập năm 1947, được xuất bản bởi Hội Rêu học Anh (British Bryological Society) cũng có chức năng tương tự như tạp chí trên.

## Các nhà Rêu học nổi tiếng
- Miles Joseph Berkeley (1803–1889)
- Elizabeth Gertrude Britton (1858–1934)
- Margaret Sibella Brown (1866–1961)
- Agnes Fry (1869–1957/8)
- Heinrich Christian Funck (1771–1839)
- Robert Kaye Greville (1794–1866)
- Wilhelm Theodor Gümbel (1812–1858)
- Inez M. Haring (1875–1968)
- Hiroshi Inoue (1932–1989)
- Kathleen King (1893–1978)
- Aaron John Sharp (1904–1997)
- Mary S. Taylor (1885–1976)
- Frances Elizabeth Tripp (1832–1890)
- Carl Friedrich Warnstorf (1837–1921)
- Noris Salazar Allen (sinh 1947)